# Mesquite (New Mexico)
Mesquite ist eine Census-designated place in Doña Ana County im Bundesstaat New Mexico in den USA. Seine Fläche beträgt 2,1 km².

## Geographie
Der Ort liegt am Interstate 10, der in diesem Bereich mit dem U.S. Highway 180 identisch ist, sowie den Staatsstraßen New Mexico State Route 228 und New Mexico State Route 478. Die nächstgelegene größere Stadt ist Las Cruces in einer Entfernung von etwa 15 Kilometern in nördlicher Richtung. Die texanische Großstadt El Paso und die mexikanische Grenze sind jeweils etwa 50 Kilometer in südlicher Richtung entfernt. Durch die westlichen Bezirke des Ortes fließt der Rio Grande.

## Demographie
Im Jahre 2007 ergab sich eine Bevölkerungszahl von 1073 Personen. Der überwiegende Teil davon mit ca. 88 % sind Lateinamerikaner, was sich durch die Nähe zu Mexiko erklärt. Das Durchschnittsalter der Einwohner betrug zu diesem Zeitpunkt 24 Jahre.